# Vertigo andrusiana
Vertigo andrusiana är en snäckart som beskrevs av Henry Augustus Pilsbry 1899. Vertigo andrusiana ingår i släktet Vertigo och familjen puppsnäckor. Inga underarter finns listade i Catalogue of Life.